# كأس هونغ كونغ 2007–08
كأس هونغ كونغ 2007–08 (بالصينية: 2007–08年香港足總盃) هو موسم من كأس هونغ كونغ. فاز فيه نادي سيتيزن.